# Фрегати класу F125
Фрегати проекту F125 (клас Баден-Вюртемберг, нім. Baden-Württemberg-klasse) — клас фрегатів ВМС Німеччини, спроектовані на сконструйовані ARGE F125, спільним підприємством компаній ThyssenKrupp та Lürssen. Клас Баден-Вюртемберг офіційно класифіковані, як фрегати, але за розміром вони співставні до ескадрених міноносців, оскільки, з водотоннажністю понад 7200 тонн, вони будуть найбільшим класом фрегатів у світі. Вони створені на заміну фрегатів класу Бремен.

## Проект

### Передумови
На відміну від класу Бремен, який розроблявся з урахуванням сценаріїв епохи Холодної війни, фрегати класу Баден-Вюртемберг мають значно розширені можливості наземної атаки. Це найкраще підійде фрегатам у майбутніх миротворчих та стабілізуючих місіях. З цієї причини фрегат також буде оснащений нелетальним озброєнням.

### Загальна характеристика
Основними цілями проектування є зменшення радіолокаційних, інфрачервоних та акустичних сигнатур (технологія стелс), що було запроваджено в ВМС Німеччини з появою фрегатів класу Бранденбург та в подальшому розвитку фрегатів класу Саксонія та корветів класу Брауншвайґ.
Іншою важливою вимогою є забезпечення тривалих періодів технічного обслуговування: Необхідно забезпечити можливість розгортання фрегатів класу «Баден-Вюртемберг» протягом двох років у віддаленні від домашніх портів, середня тривалість морської експлуатації яких перевищує 5000 годин на рік (це майже 60 %), що включає операції в тропічних умовах. З цієї причини, для машинного відділення була обрана комбінована дизель-електрична й газова система. Це дозволяє замінити великі й потужні дизельні двигуни для рушія та встановити менші дизельні генератори для генерації електричної енергії з набором середніх дизельних генераторів, зменшуючи кількість різних двигунів.
Щоб підвищити живучість фрегатів, важливі системи закладені за принципом «двох островів», тобто присутні принаймні двічі в різних місцях судна. Це також видно в надбудовах, які розділені на дві великі пірамідальні палуби. Антени радара з активними фазованими ґратками Cassidian TRS-4D будуть розподілені поміж двома пірамідами. Це забезпечить, здатність корабля залишатися операційноздатним у разі серйозної шкоди, такої як аварії або дії супротивника. Це також дозволить фрегатам зберігати пункт базування, в разі якщо це потрібно, коли щось виходить з ладу й ніякої заміни немає.
Перша партія з чотирьох фрегатів була замовлена німецьким флотом 26 червня 2007 року. Її вартість склала близько € 2,2 млрд. В квітні 2007 року, було підписано контракт з Finmeccanica на поставку Otobreda 127 мм основних гармат Vulcano а також легкі збройові дистанційно керовані турелі для класу Баден-Вюртемберг. Початково розглядалася 155 мм гармата MONARC, а також морська ракетна пускова установка GMLRS, проте від них відмовилися через проблеми з адаптацією цих наземних систем для моря. Угода з Ото Меларою стала прийнятною, оскільки Німеччина все ще мала зворотні торговельні зобов'язання перед Італією, оскільки Італія купила два німецьких підводних човни типу U212A.

### Озброєння
Фрегати Baden-Württemberg оснащені однією 127-мм головною гарматою Oto Melara 127/64 Lightweight (LW), двома 27-мм автоматичними гарматами MLG 27 та сьома кулеметами 12,7 мм HITROLE NT для захисту від повітряних та надводних цілей. 
В листопаді 2022 року відбулись успішні випробування на сумісність високоточних 127-мм боєприпасів Vulcano, що мають потенційною дальність стрільби до 100 км. Були перевірені всі етапи застосування — програмування підривача та координат цілі, автоматичне заряджання, постріл, була перевірена точність та ефективність в умовах, наближених до бойових. Вогонь вівся з корабельної артилерійської установки Oto Melara 127/64.
Також корабель оснащений 8 протикорабельними ракетами RGM-84 Harpoon у двох четверних пускових установках, розташованих між надбудовами радіолокаційної системи TRS-4D.
До системи ППО також входить 2 ракетні установки RIM-116 Rolling Airframe Missile, розміщених у контейнерах для транспортування EX-8 з запасом ракет 21 шт. Основним завданням системи оборони малої дальності є перехоплення протикорабельних ракет противника.
Кораблі також озброєні нелетальною зброєю, такими як водомети та прожектори для стримування та оборони.
2 гелікоптери Sea Lynx на озброєнні корабля можуть бути оснащені 2 торпедами MU-90 для боротьби з підводними човнами.

## Кораблі класу
| Номер вимпеля | Назва               | Корабельня                  | Закладено        | Запуск         | Передано       | Статус  |
| ------------- | ------------------- | --------------------------- | ---------------- | -------------- | -------------- | ------- |
| F222          | Baden-Württemberg   | ThyssenKrupp Marine Systems | 2 листопада 2011 | 12 грудня 2013 | 17 червня 2019 | в строю |
| F223          | Nordrhein-Westfalen | Lürssen                     | 24 жовтня 2012   | 16 квітня 2015 | 10 червня 2020 | в строю |
| F224          | Sachsen-Anhalt      | ThyssenKrupp Marine Systems | 4 червня 2014    | 4 березня 2016 | 17 травня 2021 | в строю |
| F225          | Rheinland-Pfalz     | Lürssen                     | 29 січня 2015    | 24 травня 2017 | 13 липня 2022  | в строю |

## Зовнішні посилання
- F125 at Blohm + Voss Naval
- F125 project details on Naval Technology
- Germany’s F125 Special Forces and Stabilization Frigates
- В Німеччині ввели до складу флоту перший фрегат F125. mil.in.ua. Український мілітарний портал. 20 червня 2019. Процитовано 20 червня 2019.

Шаблон:Фрегати класу Баден-Вюртемберг
Шаблон:Класи кораблів Німецького флоту